# Escola dos Monstros
Escola dos Monstros (em japonês バケルノ小学校 ヒュードロ組 Bakeruno Shōgakkō Hyūdoro-gumi) é um programa infantil japonês criado por Sachiko Kashiwaba e produzido pela NHK. O show consiste em um teatro de marionetes e tem como público-alvo crianças de 3 a 6 anos. É um spin-off do programa Atsumare! Jankenpon Bakeruno Shōgakkō Monogatari (em japonês あつまれじゃんけんぽん〜バケルノ小学校物語), exibido entre 2001 e 2002. Este, por sua vez, deriva do programa Atsumare! Jankenpon (em japonês あつまれじゃんけんぽん), transmitido pela NHK de 1988 a 2003.
Foi transmitido no Japão entre 2003 e 2006 (sendo reprisado até 2008) pela NHK na faixa das 09 da manhã. No Brasil, foi exibido pela TV Cultura de fevereiro a agosto de 2006 na faixa do meio-dia, depois na faixa das 15:30, primeiro somente aos sábados, depois de segunda a sexta. A dublagem brasileira foi feita pelo estúdio Clone, de São Paulo .
O programa ensina um pouco sobre o folclore japonês, apresentando criaturas youkai (traduzido para o português como "monstros") interagindo com o protagonista Nobiro, um dos únicos humanos da Cidade dos Monstros. Os bonecos foram confeccionados pelo Studio Nova e o tema de abertura original é cantado por Morio Agata.

## Enredo
A trama gira em torno de Nobiro, um menino humano de oito anos de idade cujos pais viajam para a África a trabalho e deixam o filho sob os cuidados da família Karasutengu. O casal Metengu (esposa) e Otengu (marido) são youkais da espécie Tengu, semelhantes a corvos, e cuidam de Nobiro como se fosse um filho. Durante a estadia, Nobiro passa a frequentar a Escola dos Monstros, que fica no topo da chamada Torre Monstruosa, onde mora a maioria dos habitantes da Cidade Monstro (inclusive os Karasutengu).

## Personagens
Nobiro Kurama (くらまノビロー, Kurama Nobirō):
É um menino humano de oito anos que mora com a família Karasutengu enquanto seus pais estão na África a trabalho. No começo teve dificuldades em se adaptar ao mundo dos monstros, mas depois conseguiu fazer amizades e passou a se sentir acolhido. Nobiro é um menino curioso, inteligente, mas um tanto teimoso e às vezes ingênuo. Ele já mostrou um lado ciumento no episódio "Kotengu Nasceu", em que Nobiro se sente preterido pela família adotiva, que está ansiosa pelo nascimento do primeiro filho. Nobiro também é conhecido por sempre se atrasar para as aulas, irritando a professora Okiku. Ele sabe tocar flauta e não gosta de pimentão. Sua voz é feita por Ai Orikasa.
Tucha Numano (沼野三太, Numano Santa):
É o melhor amigo de Nobiro e Melo. Tucha é um gnomo d'água (kappa) e se parece com um pato verde. Fala bem devagar e é muito paciente. Seu poder é lançar água de suas mãos e cabeça. Tucha sempre busca acalmar Nobiro quando este se encontra abatido. Como os outros de sua espécie, ele adora pepinos e os cultiva com sua família. Sua voz é feita por Hori Ayako.
Melo Kinoshita (木下マッシュ, Kinoshita Masshu):
É um cogumelo mágico muito amigo de Tucha e Nobiro. Seu poder é atirar geleca através de seus poros quando se sente em perigo. Ele também usa essa habilidade para desenhar. Melo vive em um vaso e só pode se locomover quando alguém o carrega consigo. Sua família mora em um campo húmido perto da casa de Tucha. Sua voz é feita por Emi Motoi.
Byakko Kitakitsune (北狐びゃっこ, Kitakitsune Byakko):
É uma raposa (kitsune), cujo poder é se transformar em coisas e pessoas ao colocar uma folha mágica sobre a cabeça. Byakko é um tanto travessa e impetuosa, e muitas vezes age sem pensar nas consequências. Um exemplo é o episódio "O Concurso de Miiko e Byakko", no qual, para pregar uma peça, ela se transforma na mãe de Nobiro e aparece em frente ao amigo sem falar com ele. Somente no dia seguinte, durante a aula, ao perceber o quanto Nobiro estava triste por aparentemente ter sido ignorado pela mãe, ela se arrepende da travessura, assume o que fez e pede desculpas. Tem um lado perfeccionista, talvez por ser filha de um policial. Sua voz é feita por Naoko Watanabe.
Miiko Nemuri (ねむりミーコ, Nemuri Mīko):
É uma bakeneko ("gata mágica" na dublagem em português) de pelo cinza e cabelos loiros e cacheados. Tal como Byakko, seu poder é de se transformar em objetos e pessoas. Porém, como ainda está aprendendo, ela comete alguns erros que a desmascaram. Por exemplo, em "Eu Amo a Escola dos Monstros", ela se transforma em uma bola de futebol com orelhas e rabo de gato e cabelos, e em "O Concurso de Miiko e Byakko" ela se transforma na professora Okiku, porém com o rosto inchado e partes do cabelo como o seu próprio. Ela vive com sua babá, Baaya, em uma casa luxuosa. Tal como Nobiro, tem costume de chegar atrasada na aula. Sua voz é feita por Yumi Takada.
Yukinojo e Yukinoshin Yukinko ( 雪ん子 ゆきのじょう e 雪ん子 ゆきのしん , Yukinko Yukinojō e Yukinko Yukinoshin, na 1ª temporada, 冬田雪乃丞 e 冬田雪乃進, Fuyuta Yukinojō e Fuyuta Yukinoshin, na 2ª temporada) :
São dois irmãos yetis cujo poder é criar nevascas. Eles são quase idênticos, porém Yukinojo tem o nariz e a antena vermelhos e Yukinoshin tem o nariz e a antena verdes. Os dois são bem próximos de Nobiro e tendem a aconselhá-lo quando o amigo está com problemas. A voz de Yukinojo é feita por Kenichi Ogata e a de Yukinoshin por Eiko Hisamura.
Senhorita Okiku Hyudoro (ヒュードロ・オキク先生, Hyūdoro Okiku sensei):
É a professora da Escola dos Monstros. Okiku é um fantasma (yurei), mas também uma Rakshasa (embora algumas fontes a considerem uma Hannya) . Tem o cabelo roxo, comprido e liso, usa um crisântemo amarelo na cabeça e se veste com um kimono rosa claro com um obi verde amarrado na cintura. Okiku é uma bela moça e tende a ser uma professora paciente, no entanto, quando seus alunos aprontam ou chegam atrasados, ela revela seu poder: sua cabeça ganha um par de chifres, seus olhos ficam vermelhos, sua boca se abre e uma luz vermelha aparece atrás dela. Ela usa essa aparência demoníaca apenas para assustar, pois não pune os alunos de outra forma. No entanto, Okiku não é má. Ela se preocupa com seus alunos, como em "Eu Amo a Escola dos Monstros", quando ela se veste com um vestido e chapéu vermelhos para parecer mais humana e agradar Nobiro (que todos pensam sentir falta do mundo humano), e em "A Senhorita Okiku Está Calma", quando ela pensa estar assustando demais seus alunos com sua forma demoníaca e decide se manter calma o tempo todo. Outro exemplo é o episódio "O Concurso de Miiko e Byakko", quando ela fica indignada com o sofrimento que a travessura de Miiko e Byakko causou em Nobiro e se transforma em demônio para punir as duas. A personagem carrega algumas referências à lenda japonesa Banchō Sarayashiki, como seu prenome (Okiku), natureza (fantasma) e hobby de colecionar pratos limpos. Sua voz é feita por Noriko Hidaka.
Diretor Bunbuku (ブンブク校長, Bunbuku kōchō):
É o diretor da Escola dos Monstros. Bunbuku é um tanuki e tem o poder de se transformar em coisas. Aparece em poucos episódios e é visto como alguém que se preocupa com o bem-estar dos alunos. Sua voz é feita por Kenichi Ogata.
Noppera (のっぺらさん, Noppera-san):
É o cozinheiro da Escola dos Monstros e mestre em kung-fu. É um noppera-bō, no entanto possui boca. Ele aparece em poucos episódios. Sua voz é feita por Hiroyuki Shibamoto.
Metengu Karasutengu (カラス・メテング,  Karasu Metengu):
É a mãe adotiva de Nobiro, esposa de Otengu e mãe de Kotengu. Metengu trabalha como dona-de-casa e se mostra zelosa para com todos. Sendo uma Tengu (uma espécie de corvo-gnomo), ela pode voar e às vezes usa esse poder para ajudar Nobiro, como em "O Projeto Escolar de Nobiro", em que ela foi para a cidade a procura de latas vazias para que o menino fizesse um robô para o trabalho da escola. Ela também é vista disciplinando Nobiro, lembrando-o de fazer as lições de casa (que o menino sempre esquece de fazer) ou repreendendo-o por aprontar algo, como quando ele trapaceou em "A Maratona da Meia-Noite". Sua voz é feita por Eiko Hisamura.
Otengu Karasutengu (カラス・オテング, Karasu Otengu):
É o pai adotivo de Nobiro, marido de Metengu e pai de Kotengu. Otengu trabalha como carpinteiro e passa pouco tempo em casa, porém dedica esse tempo para sua família, principalmente a Nobiro. É revelado que ele é amigo do pai de Nobiro e por isso cuida do menino enquanto seus pais trabalham na África. Por ser um Tengu, Otengu consegue voar, e ajuda Nobiro com esse poder, como quando chamou os corvos da Montanha Yamanba para ajudar a levar o robô de Nobiro para a escola. Sua voz é feita por Kosei Tomita.
Kotengu Karasutengu (カラス・コテング, Karasu Kotengu):
É a filhote de Metengu e Otengu. Embora no episódio "Kotengu Nasceu" Nobiro se refira ao filhote como "o" Kotengu, nos episódios seguintes é revelado que Kotengu é menina. Ao nascer, Nobiro foi a primeira pessoa que Kotengu viu, levando-a a acreditar que Nobiro é sua mãe, e por isso segue o menino para todos os lados. Sua voz é feita por Noriko Hidaka.
Planta Monstro (鬼の実, Oni no mi):
É um abacaxi com chifres, olhos e boca que vive em um vaso na casa dos Karasutengu. Planta Monstro conversa bastante com Nobiro e está sempre ensinando lições de vida e dando conselhos ao menino. Sua voz é feita por Kosei Tomita.
Baaya (ばあやさん, Baaya-san):
É a babá idosa de Miiko, responsável por cuidar da mesma e treiná-la nas artes de transformação, por ser uma bakeneko bem experiente. Seu nome verdadeiro é Catherine (em japonês カトリーヌ, Katorīnu), mas todos a conhecem por Baaya. Ela é bem protetora com relação a Miiko, e aparece nas reuniões de pais e mestres da escola como sua responsável. Sua voz é feita por Hiroyuki Shibamoto.
Gerente do Mercado dos Monstros (バケビニ店長, Bakebini tenchō):
É o vendedor do Mercado dos Monstros, onde os monstros fazem compras. Ele na verdade é um lobisomem e se transforma durante as noites de lua cheia ou quando vê algum objeto redondo e amarelo, como doces. Ele se torna um grande amigo de Nobiro. Sua voz é feita por Kenichi Ogata.
Fantasma (シーツおばけ, Shītsu Obake):
É um pequeno fantasma que aparece na abertura do programa e durante as passagens de tempo, segurando as placas referentes às passagens (ex: "No dia seguinte..."). Ele também é responsável pelo sinal da escola (um xilofone feito de ossos). Sua voz é feita por Emi Motoi.

## Episódios exibidos no Brasil
1. Eu Amo a Escola dos Monstros[2][26] (だいすきバケルノ小学校, Daisuki Bakeruno Shōgakkō)
2. Metengu Põe um Ovo[27] (メテングたまごをうむ, Metengu tamago o umu)
3. O Concurso de Miiko e Byakko[28] (ミーコとびゃっこのばけくらべ, Mīko to Byakko no bake kurabe)
4. A Senhorita Okiku Está Calma![29] (オキク先生がおこらない?, Okiku sensei ga okoranai?)
5. Kotengu Nasceu[30] (コテングたんじょう, Kotengu tanjō)
6. Uma Noite no Mercado[31] (夜のバケビニ, Yoru no bakebini)
7. O Projeto Escolar de Nobiro[32] (ノビローの工作, Nobirō no kōsaku)
8. O Banheiro Mal Assombrado[33] (あかずのトイレ, Akazu no toire)
9. Minha Linda Irmãzinha[34] (かわいい妹, Kawaī imōto)
10. A Maratona da Meia-Noite[35][36] (まよなかのうんどうかい, Ma yo naka no un dō kai)

Três episódios da primeira temporada não foram exibidos no país: "Meus Lápis de Cor Mágicos" (ふしぎな色えんぴつ, Fushigina iro enpitsu), "Babá Sabe Mais" (おせっかいばあや, Osekkaiba aya) e "A Cinderela da Escola" (ヒュードロ組のシンデレラ, Hyūdoro-gumi no Shinderera).

## Exibição
Escola dos Monstros possui 39 episódios, divididos em duas temporadas. O primeiro episódio estreou no Japão em 8 de abril de 2003, e o último em 10 de março de 2006. Também foram lançados dois episódios especiais de 45 minutos de duração, sendo o primeiro em 13 de outubro de 2003 e o segundo em 29 de julho de 2005. A NHK reprisou o programa até 2008, e fez a última exibição em 24 de junho de 2017, durante o programa Onegai Henshū-chō (que exibe programas passados a pedido dos espectadores). Em seu primeiro ano, Escola dos Monstros ocupou o horário das 09:30 às terças-feiras, sendo reprisada durante as sextas-feiras às 09:00. No ano seguinte, manteve o horário às sextas. De 2005 a 2007, continuou às 09:00, sendo transmitida às terças e reprisada às sextas. Em 2008, passou a ser exibida às quartas e reprisada às sextas, ambas às 09:00. Após o fim da exibição, foi substituída pelo programa Zawazawa Mori no Ganko-chan (em japonês ざわざわ森のがんこちゃん), transmitida pela NHK desde 8 de abril de 1996. Com o fim de Escola dos Monstros, a emissora lançou em 2009 o programa Karafuru! Sekai no kodomo-tachi (em japonês カラフル!〜世界の子どもたち〜), direcionado para o mesmo público-alvo.
No Brasil, sua estreia ocorreu no dia 4 de fevereiro de 2006. Apenas 10 episódios da primeira temporada foram exibidos em sua transmissão. Escola dos Monstros era exibida aos sábados ao meio-dia e às 15:30, sendo transferida para a faixa das 14h a partir do dia 18 de março. De 5 de junho a 17 de julho de 2006, ocupou o horário das 15:30 de segunda a sexta, sendo substituída por Viva Pitágoras, também da NHK, que havia estreado no dia 1º de abril do mesmo ano. Sua exibição aos sábados foi encerrada em 26 de agosto do mesmo ano. Nos dias 30 de setembro e 7 de outubro, foram ao ar as últimas reprises no Brasil.

## Recepção
De acordo com dados do Ibope divulgados pela Folha de S. Paulo, Escola dos Monstros registrou média de 5 pontos de audiência na Grande São Paulo , a mesma de outros programas infantis da TV Cultura em horários próximos, como Pingu, Cocoricó e Viva Pitágoras. O jornalista Sérgio Ripardo, da Folha Online, analisa que a aposta do canal em programas como Cyberchase, Camundongos Aventureiros, Castelo Rá-Tim-Bum, Os Sete Monstrinhos, Zoboomafoo, Timothy Vai à Escola, Pingu, Escola dos Monstros, Cocoricó e Viva Pitágoras para atrair o público infantil não apenas fez com que a TV Cultura vencesse os programas da RedeTV! em audiência nas tardes de segunda a sexta, como também contribuiu positivamente para o estímulo da exibição de programas educativos para as crianças.

## Controvérsia
Apesar do caráter educativo do programa, Escola dos Monstros recebeu críticas por ter momentos considerados assustadores demais para o público infantil, sendo o principal a transformação da Senhorita Okiku em demônio, que acontece em quase todos os episódios. Este fator é apontado como o principal motivo pelo qual sua exibição foi encerrada de maneira precoce no Brasil e por seu cancelamento no Japão. Ao mesmo tempo, a transformação da professora é considerada um dos pontos mais memoráveis de Escola dos Monstros, sobrevivendo na memória dos espectadores mesmo com a escassez de materiais midiáticos referentes ao programa, inclusive no Japão.

## Lost Media e recuperação
Até 2020, Escola dos Monstros foi considerado "perdido" por sites especializados, como o Lost Media. Na época, apenas dois episódios estavam disponíveis no YouTube: "Metengu Põe um Ovo" (em português, postado pelo canal Central Nostalgia) e "Sonho de Pimentão" (ピーマンのゆめ, Pīman no yume, da 2ª temporada, não exibido no Brasil, em japonês), sendo este último retirado pela NHK, que alegou violação de direitos autorais. Internautas de diferentes países se mobilizaram para encontrar e disponibilizar registros do programa. Espectadores brasileiros chegaram a entrar em contato com a TV Cultura, porém, segundo relatos, a emissora não possui mais a licença para exibir os episódios dublados ou disponibilizá-los no YouTube.
Com a mobilização online, em 2021, foram recuperados os episódios "Sonho de Pimentão" e "A Senhorita Okiku Está Calma", ambos em japonês, postados no dia 26 de março por Christopher Paliulis. Tal resgate fez com que o site Lost Media reclassificasse Escola dos Monstros de "perdido" a "parcialmente encontrado". Em 2022, a NHK divulgou em seu site os quatro minutos iniciais (incluindo abertura) do episódio piloto, "Eu Amo a Escola dos Monstros", em japonês. No dia 5 de abril do mesmo ano, o canal SeganDubs postou no YouTube os episódios "Kotengu Nasceu", "Uma Noite no Mercado" e "O Projeto Escolar de Nobiro" em cingalês, gravados a partir de suas exibições no Sri Lanka pela Sri Lanka Rupavahini Corporation. Seis dias depois, postou os episódios "O Banheiro Mal Assombrado" e "Minha Linda Irmãzinha", e três dias depois destes, "Babá Sabe Mais" e "A Cinderela da Escola". O canal TOON-LK disponibilizou o episódio "A Maratona da Meia-Noite" no dia 10 de abril, sendo repostado pelo canal Nobiro no dia 9 de fevereiro de 2023. 
A 26 de setembro de 2023, a NHK anunciou que iria transmitir os episódios 1 a 4 da versão prequela menos conhecida do programa, ''Bakeruno Shogakko Monogatari'' (バケルノ小学校物語) como parte do programa ''E-Tele Time Machine''. Estes episódios foram transmitidos de 13 de outubro a 10 de novembro.
Em 2024, o canal MiniTanTan publicou três episódios em japonês no Youtube: "Metengu Põe um Ovo" em 26 de setembro, "Kotengu Nasceu" em 13 de novembro, e a versão completa de "Eu Amo a Escola dos Monstros" em 29 de novembro.

## Curiosidades
- Há um erro na dublagem brasileira do primeiro episódio ("Eu Amo a Escola dos Monstros"). Todos os personagens são referidos de acordo com a regra da língua portuguesa de dizer o nome antes do sobrenome. No entanto, a professora se apresenta conforme a tradição japonesa, que menciona primeiramente o sobrenome. Para manter a coerência, o nome da personagem deveria ser traduzido como Okiku Hyudoro, em vez de Hyudoro Okiku.
- Embora o protagonista seja Nobiro, o título original do programa, "Bakeruno Shōgakkō Hyūdoro-gumi" ("Escola Primária de Hyudoro"), faz referência ao sobrenome da professora Okiku. Hyūdoro também pode ser traduzido como "espírito" ou "assombração".
- No Sri Lanka, a série tem o título de රකුසු යගලුවෝ (Rakusu Yagaluvō, "Guris Monstros") e os personagens recebem outros nomes. A abertura é diferenciada, feita com trechos dos episódios e canção original, que é reprisada em sua forma instrumental no encerramento (cujo pano de fundo também é diferente das outras exibições). No Brasil, a abertura é igual à original japonesa, apenas com a música tema traduzida, e o encerramento é o mesmo. A maioria dos personagens permanece com os nomes originais.
- Com base nos registros da JAMCO Program Library, percebe-se que a dublagem brasileira do programa pode ter sido feita com base na dublagem em língua inglesa. Alguns indícios são as semelhanças entre os títulos ("Monster School" e "Escola dos Monstros"), os nomes da espécie de Tucha ("water goblin" e "gnomo d'água" em vez de kappa), e a forma de tratamento à professora.[8] Em português, ela é chamada de "Senhorita Okiku", seguindo o costume norte-americano de chamar os professores de "senhor", "senhora" ou "senhorita", em vez de "Professora Okiku", como seria a tradução correta do original em japonês "Okiku-sensei". Em inglês, ela é chamada de "Ms. Okiku"[8], revelando um erro de tradução: o correto seria "Ms. Hyudoro".
- A marionete da Senhorita Okiku segue um modelo chamado Gabu[6][3]. Trata-se de um fantoche articulado de uma bela mulher cujo rosto de transforma em demônio, ganhando chifres, presas e olhos esbugalhados.[47] Esse tipo de boneco é utilizado em um tipo de teatro tradicional japonês chamado Bunraku, criado no século XVI em Osaka.
- A Senhorita Okiku usa na cabeça um crisântemo amarelo, flor que possui o significado de seu nome.[3]
- Um livro infantil inspirado no programa foi lançado no Japão, com traços mais infantis do que as marionetes do show.[48] Sua publicação é datada de 2002, época da transmissão de Atsumare! Jankenpon Bakeruno Shōgakkō Monogatari, que introduziu os personagens principais de Escola dos Monstros.[1]
- A segunda temporada introduziu alguns personagens que se tornaram recorrentes, como Oshichi (お七), uma aluna rokurokubi (cuja voz é feita por Noriko Hidaka), e Tetsukamen (鉄仮面), o enfermeiro da escola (cuja voz é feita por Kouichi Hiro), um fantasma com armadura.[1] Porém, estes jamais foram apresentados no Brasil.
- O programa recebeu os nomes de "Monster School"[8][49][50] e "Hyudoro Class"[50] em sua transmissão em inglês. O único país anglófono que possui um registro de exibição é o Canadá, onde o programa recebeu o nome de "Monster School" e teve entre seus dubladores a atriz France Perras, que dublou a Senhorita Okiku.[49] A dublagem canadense foi feita pela Airwaves Sound Design e dirigida por Paul Baldwin.[49]